# Paul Morawitz

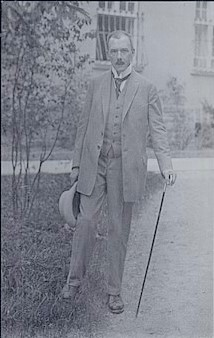
Paul Morawitz (1923)

Paul Oskar Morawitz (* 3. April 1879 in Sankt Petersburg; † 1. Juli 1936 in Leipzig) war ein deutscher Internist und Physiologe. Er war Ordinarius für Innere Medizin in Greifswald und Würzburg. Bekannt wurde er durch seine Arbeiten zur Blutgerinnung.

## Leben
Von Sankt Petersburg zog Paul Morawitz 1889 mit seiner Familie nach Blankenburg (Harz). Er studierte an der Universität Jena, der Ludwig-Maximilians-Universität München und der Universität Leipzig Medizin. Er legte die Staatsprüfung in Göttingen ab und wurde 1902 in Jena zum Dr. med. promoviert. Im Herbst 1903 begann er unter seinem Förderer Ludolf von Krehl in Tübingen auf dem Gebiet der Gerinnungsphysiologie zu arbeiten.
Im Jahr 1907 habilitierte er sich an der Ruprecht-Karls-Universität Heidelberg. 1909 wurde er Leiter der Medizinischen Poliklinik im Universitätsklinikum Freiburg. 1913 folgte er dem Ruf der Königlichen Universität zu Greifswald auf ihren Lehrstuhl für Innere Medizin. Damit war er Direktor der dortigen Medizinischen Klinik. Im Ersten Weltkrieg diente er als Militärarzt. Er erkrankte schwer an Typhus. 1921 folgte er dem Ruf der Julius-Maximilians-Universität Würzburg, wo er die Leitung der Medizinischen Klinik im neu errichteten Luitpoldkrankenhaus übernahm, wo er mit Stiftungen von Wilhelm Olivier von Leube und Dietrich Gerhardt eine umfangreiche Bibliothek einrichtete. Einen Ruf der Philipps-Universität Marburg hatte er zuvor abgelehnt. Ab 1926 war er Direktor der Medizinischen Klinik im Universitätsklinikum Leipzig. 1932 wurde er in die Deutsche Akademie der Naturforscher Leopoldina gewählt.
Morawitz konnte Gerinnungstheorien von Alexander Schmidt beweisen. 1903–1905 publizierte er Einzelheiten zum Ablauf der Gerinnungsvorgänge. Deshalb gilt er als Begründer der klassischen Theorie der Blutgerinnung. Seine Forschungen zur Physiologie und Pathologie des Blutes brachten ihm internationale Anerkennung.

## Veröffentlichungen
- Die Gerinnung des Blutes, in: Oppenheimers Handbuch der Biochemie des Menschen und der Tiere. 2.2, 1909, S. 40–69.
- Blut und Blutkrankheiten, in: Handbuch der Inneren Medizin IV, hrsg. von L. Mohr und R. Staehelin, Berlin 1912, S. 92–319.
- Lehrbuch der klinischen Diagnostik innerer Krankheiten. Leipzig 1920, 2. Aufl. 1922.
- Die Blutkrankheiten in der Praxis. München 1923.
- Die epidemische Kinderlähmung (Poliomyelitis anterior acuta, Heine-Medin'sche Krankheit). In: Handbuch der Inneren Medizin von Mohr-Staehlin. 1934.
- Erbliche und konstitutionelle Faktoren bei einigen Blutkrankheiten. Münchner Medizinische Wochenschrift 83 (1936), S. 5073.
- mit Ludolf von Krehl: Innere Medizin. Enthält die Bibliotheken der Professoren Ludolf von Krehl und Paul Morawitz, Lorentz Verlag, Leipzig 1938.

## Ehrungen
In der Heidelberger, nach Ludolf von Krehl benannten Medizinischen Universitätsklinik ist eine Krankenstation nach Paul Morawitz benannt, sowohl am Klinikstandort in der Bergheimer Strasse als auch nach dem Umzug der Klinik im Jahr 2004 ins Neuenheimer Feld. Auch die Universitätsklinik Würzburg hat eine nach Morawitz benannte kardiologische Station. Ihm zu Ehren verleiht die Deutsche Gesellschaft für Kardiologie – Herz- und Kreislaufforschung alljährlich den Paul-Morawitz-Preis.